# غريس أليلي ويليامز
غريس أليلي ويليامز هي أول امرأة نيجيرية تصبح نائبة رئيس جامعة بنين، وكذلك أول امرأة نيجيرية تحصل على درجة الدكتوراه، وعملت في تدريس الرياضيات بالجامعات.

## باكورة حياتها وتعليمها
وُلدت غريس أليلي ويليامز في واري بولاية دلتا، والتحقت بالمدرسة الحكومية في واري ، وكلية كوينز في لاغوس، ثم التحقت بالكلية الجامعية في إبادان. (جامعة إبادان الآن)وحصلت على درجة الماجستير في الرياضيات أثناء التدريس في مدرسة كوينز عام 1957، ودكتوراه في تعليم الرياضيات من جامعة شيكاغو (الولايات المتحدة) عام 1963.، لتكون بذلك أول امرأة نيجيرية تحصل على درجة الدكتوراه. وقد عادت إلى نيجيريا لمدة عامين في عمل ما بعد الدكتوراه في جامعة إبادان قبل الالتحاق بجامعة لاغوس عام 1965.

## مسارها المهني الأكاديمي
بدأت جريس أليلي ويليامز حياتها المهنية بالتدريس في مدرسة كوينز في ولاية إيدي أوسون، حيث شغلت وظيفة معلمة رياضيات في الفترة من عام 1954 حتى عام 1957، ثم غادرت إلى جامعة فيرمونت لتصبح مساعدة خريجة وأستاذة مساعدة في وقت لاحق.

## الكتب المنشورة
1. ديناميكا تغيير المناهج في الرياضيات - مشروع الرياضيات الحديثة لولاية لاغوس.
2. تعليم النساء من أجل التنمية الوطنية.[7]
3. تطوير مناهج الرياضيات الحديثة في إفريقيا.
4. سياسة إدارة جامعة نيجيرية.

## وصلات خارجية
- سيرة ذاتية مختصرة وقائمة بالكتب المنشورة